# Poblat ibèric de Sant Miquel
L'establiment ibèric de Sant Miquel és el jaciment arqueològic d'un poblat ibèric situat dalt d'un turó a la població de Vinebre, (Ribera d'Ebre), inclòs a l'Inventari del Patrimoni Arqueològic i Paleontològic de Catalunya.
Es troba a l'alçada del camí que mena a l'ermita de Sant Miquel. Hi conviuen restes d'època ibèrica amb les d'un establiment romà.
Aquest jaciment té especial importància perquè podria assenyalar un dels límits de la Ilercavònia, situat al Pas de l'Ase, un congost de l'Ebre i del qual es troba just abans.
Les nombroses restes, sobretot de ceràmica, que s'hi han recuperat estableixen la seva ocupació en un període comprès entre finals del segle II i mitjans segle i aC.
Les restes foren usades com a fortificacions l'any 1938, durant la Guerra civil espanyola.